# Thomas Sterry Hunt
Pour les articles homonymes, voir Thomas Hunt et Hunt.
Thomas Sterry Hunt, né à Norwich le 5 septembre 1826 et mort à New York le 12 février 1892, est un chimiste et géologue américain.

## Biographie
Thomas Sterry Hunt est né le 5 septembre 1826 à Norwich au Connecticut. Ainé d’une famille de six enfants, il perd son père à l`âge de 12 ans, ce qui l’oblige à se consacrer à de menus emplois afin de participer à la subsistance de la famille. En 1945, lors du sixième congrès annuel de l’Association of American Geologists and Naturalists à New Haven auquel il assiste comme correspondant qu’il se fait remarquer par Benjamin Silliman. Ce dernier facilite son entrée à l’Université de Yale où, sous la direction de Benjamin Silliman Jr., il s’initie à la chimie.
À la faveur de l’appui de Benjamin Silliman Jr. et de James Dwight Dana, Thomas Sterry Hunt est embauché à la Commission géologique du Canada comme chimiste et minéralogiste en 1846. De 1856 à 1862, il est professeur de chimie à l’Université Laval et de 1862 à 1868 il enseigne au McGill College. De 1858 à 1865 environ, il gère le Musée de géologie René-Bureau,. En 1872 il quitte la Commission géologique du Canada et se joint au MIT pour une chaire en géologie, poste qu’il occupera jusqu’en 1878.
Thomas Sterry Hunt est un pionnier de la géochimie au Canada. Il est l’auteur de plus de 350 publications scientifiques. On lui doit en outre, en collaboration avec James Dwight Dana, le procédé d’une encre verte adoptée par département du Trésor des États-Unis pour l’impression des billets verts,.
Thomas Sterry Hunt avait une excellente maîtrise du français. Joseph-Clovis Kemner Laflamme qui le connaissait bien, écrit à son sujet lors d’une allocution en 1892 à son sujet la Société Royale du Canada : « II garda cependant toute sa vie un véritable culte pour la forme. On le constate facilement en parcourant n'importe lequel de ses ouvrages. La phrase est toujours irréprochable et facile, souvent élégante. » La réserve écologique internationale Thomas-Sterry-Hunt a été nommée en son honneur.

## Distinctions
- Fellow of the Royal Society (1859)[8]
- Honorary degree of LL.D, Cambridge (1881)[8]
- Docteur honoris causa, Université Laval[4]

## Publications monographiques
- Chemical and Geological Essays. 1875. (OCLC 1197129247)
- Mineral physiology and physiography : a second series of chemical and geological essays with a general introduction. 1886. (OCLC 1084337657)
- A new basis for chemistry, a chemical philosophy. 1887. (OCLC 1083989797)
- Un système chimique nouveau. 1889. (OCLC 1108696360)
- Systematic mineralogy based on natural classification : with a general introduction. 1891. (OCLC 1013451891)
- Special report on the trap dykes and azoic rocks of southeastern Pennsylvania. 1878. (OCLC 1083890095)